# België op het Eurovisiesongfestival 1980
Eliminatoires belges du Grand Prix de la Chanson is de Belgische preselectie voor het Eurovisiesongfestival 1980, dat gehouden zou worden in de Nederlandse stad Den Haag.

## Geschiedenis
RTBF koos voor één tv-aflevering met acht kandidaten, onder wie Bruno Brel, de neef van Jacques, en Lou Deprijck van Lou & The Hollywood Bananas en latere manager van Viktor Lazlo. Het evenement werd op 24 februari gepresenteerd door Jean Vallée, die mooie prestaties neerzette op het festival in 1970 en 1978. De winnaar werd aangewezen door een professionele jury, wier eindoordeel later op de avond wereldkundig werd gemaakt.
Telex wist te winnen met Euro-vision. De nummers van de andere kandidaten zijn in de loop van de tijd verloren gegaan.
Telex behaalde op het Eurovisiesongfestival in Den Haag 14 punten en raakte daarmee niet verder dan de 17de plaats op 19 deelnemers.

### Uitslag
| Plaats | Artiest                     | Lied                           |
| ------ | --------------------------- | ------------------------------ |
| 1      | Telex                       | Euro-vision                    |
| 2      | Lou & The Hollywood Bananas | Et puis, et puis, rien         |
| 2      | Bruno Brel                  | Être heureux rien qu'une heure |
| 2      | Sonia                       | La star maniaque               |
| 2      | Timothy                     | ?                              |
| 2      | Kevin Morane                | Ivre de vie                    |
| 2      | Domani                      | Tu es toute ma vie             |

## In Den Haag
In Den Haag moest België aantreden als 19de en laatste net na Spanje. Na de puntentelling bleek dat Telex op een 17de plaats was geëindigd met een totaal van 14 punten. Nederland had geen punten over voor de inzending.

### Behaalde punten

#### Finale
| 12 punten | 10 punten  | 8 punten      | 7 punten | 6 punten              |
| --------- | ---------- | ------------- | -------- | --------------------- |
|           | - Portugal |               |          |                       |
| 5 punten  | 4 punten   | 3 punten      | 2 punten | 1 punt                |
|           |            | - Griekenland |          | - Verenigd Koninkrijk |

### Punten gegeven door België

#### Finale
Punten gegeven in de finale:
| 12 punten | Ierland             |
| 10 punten | Italië              |
| 8 punten  | Luxemburg           |
| 7 punten  | Duitsland           |
| 6 punten  | Verenigd Koninkrijk |
| 5 punten  | Frankrijk           |
| 4 punten  | Portugal            |
| 3 punten  | Nederland           |
| 2 punten  | Zwitserland         |
| 1 punt    | Oostenrijk          |

1956 · 1957 · 1958 · 1959 · 1960 · 1961 · 1962 · 1963 · 1964 · 1965 · 1966 · 1967 · 1968 · 1969 · 1970 · 1971 · 1972 · 1973 · 1974· 1975 · 1976 · 1977 · 1978 · 1979 · 1980 · 1981 · 1982 · 1983 · 1984 · 1985 · 1986 · 1987 · 1988 · 1989 · 1990 · 1991 · 1992 · 1993 · 1994 · 1995 · 1996 · 1997 · 1998 · 1999 · 2000 · 2001 · 2002 · 2003 · 2004 · 2005 · 2006 · 2007 · 2008 · 2009 · 2010 · 2011 · 2012 · 2013 · 2014 · 2015 · 2016 · 2017 · 2018 · 2019 · 2020 · 2021 · 2022 · 2023 · 2024 · 2025